# Van Hool A15
De Van Hool A15 is een type bus van de Belgische fabrikant Van Hool. Dit type bus heeft verschillende aandrijvingen, waaronder elektrisch (A15 Batterij). Na de faillissement van Van Hool in 2024 en de overname door VDL Bus & Coach ging de A15 uit productie.

## Inzetgebieden
Qbuzz bestelde in maart 2023 54 elektrische bussen van dit type voor de concessie Groningen-Drenthe, om dienst te doen op de Qliner-lijnen. In maart 2024 bestelde Qbuzz 56 bussen voor de concessie Zuid-Holland Noord.
| Bedrijf   | Aantal    | Series    | Type      | Jaar      | Inzet                                             | Opmerking |           |
| Nederland | Nederland | Nederland | Nederland | Nederland | Nederland                                         | Nederland | Nederland |
| --------- | --------- | --------- | --------- | --------- | ------------------------------------------------- | --- | --------- |
| Qbuzz     | 54        | n.n.b.    | A15 LE E  | 2024      | Qliner Groningen-Drenthe                          | Zouden in dienst komen vanaf laatste kwartaal 2024. Bestelling is geannuleerd na de overname van Van Hool door VDL. |           |
| Qbuzz     | 56        | n.n.b.    | 15 LE E   | 2024      | HOV-lijnen (Snelbuzz en R-net) Zuid-Holland Noord | Zouden in dienst komen op 15 december 2024. Bestelling is geannuleerd na de overname van Van Hool door VDL.         |           |